# Полёт на месте
«Полёт на месте» (эст. "Paigallend") — исторический роман эстонского писателя Яана Кросса. Роман был опубликован в 1998 году, переведён и издан на 8 языках, включая русский.

## Сюжет
Роман построен как история жизни Улло Паэранда, рассказанная его другом. Паэранд — эстонский интеллигент. Он служил чиновником в правительстве Эстонской Республики, во время немецкой оккупации был привлечён к деятельности националистического подполья, после победы СССР стал простым рабочим на чемоданной фабрике и под конец жизни — заведующим складом Комитета по печати.
Действие романа разворачивается на фоне попытки эстонцев найти себя в Европе, выбрать «третью возможность» и просто выжить между двух тоталитарных держав, схватившихся в войне в том числе на их территории. Жизнь главного героя, сделавшего стремительную государственную карьеру в конце 1930-х, полностью обессмысливается после того, как независимость страны оказалось некому отстоять и защитить. Роман — «анатомия неудачи: большой, исторической, в масштабах страны, показанной на примере жизни одного человека».

## Критика
Главный редактор журнала «Looming» Удо Уйбо в рецензии на роман сказал, что «не так уж часто писатели на пороге своего 80-летия создают лучшие произведения своей жизни».
Эрик Диккенс, переводивший роман на английский язык, считает, что это интересный роман о судьбе страны, которая в середине XX века исчезла из сознания западного обывателя до 1991 года.
После перевода романа на шведский язык отклики на него появились в шведской прессе. Так, Эрик Лёфендал из «Svenska Dagbladet» писал, что роман читается как документальное повествование, и отмечал высокое качество перевода. По его мнению, «нет лучше книги для того, чтобы понять эстонцев».

## Издания
Впервые роман был опубликован на эстонском языке в 1998 году. В дальнейшем был переведен и издан на 8 языках.
- 1999: фин. «Paikallaanlento. Ullo Paerandin romaani»
- 2000: рус. «Полет на месте. Роман Улло Паэранда»
- 2002: латыш. «Lidojums uz vietas»
- 2003: англ. «Treading Air»
- 2003: лит. «Sustingęs skrydis. Ullo Paerando romanas»
- 2006: фр. «Le vol immobile»
- 2007: швед. «På stället flyg»
- 2008: нидерл. «Luchtfietsen»

На русский язык роман переводила Эльвира Михайлова. После завершения той работы в интервью порталу Novosti ERR она сказала:

Яан Кросс, если сравнивать его с другими современными писателями, которых я переводила, больше мыслитель. Слово для него — средство донести эту мысль до читателя, а не самоцель
Она отметила также прекрасное знание Кроссом русского языка и высокую требовательность к качеству перевода. В 2001 году роман был опубликован в журнале «Дружба народов».

## Награды
В 1999 году роман был отмечен премией Балтийской ассамблеи в области литературы. Литературовед Тоомас Хауг на церемонии вручения премии сказал, что роман «подводит итоги жизни эстонского народа в уходящем веке» и назвал Яана Кросса «эстонским национальным медиумом».